# شماره تلفن رایگان

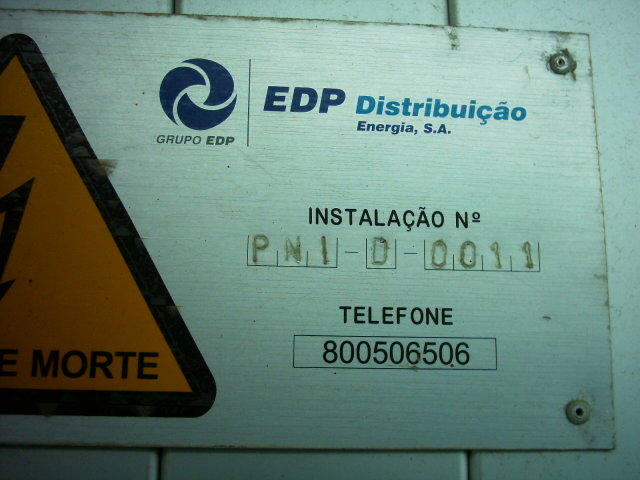
شماره تلفن رایگان با پیش شماره 800

شماره تلفن رایگان که در آمریکا و کانادا به Toll-free telephone number معروف است، تلفنی است که هزینه مکالمه توسط صاحب خط پرداخت می‌شود و بنابراین برای تماس‌گیرندگان هزینه‌ای در بر نداشته و رایگان است.
این خدمات به عنوان یک خدمت ویژه جهت تشویق مشتریان یک شرکت به تماس با آن شرکت راه‌اندازی می‌گردد.
در آمریکا پیش شماره‌های چنین شماره‌هایی نیز ۷ رقمی بوده و شامل پیش‌شماره‌های ۸۰۰، ۸۸۸، ۸۷۷، ۸۶۶، ۸۵۵ و ۸۴۴ هستند. در این میان پیش‌شماره ۸۰۰ آن قدیمی‌ترین پیش شماره محسوب می‌شود. ضمناً اکثریت مطلق چنین شماره‌هایی در آمریکای شمالی به صورت فون واژه یعنی شماره‌ای معادل برند یا نام‌های تجاری تهیه می‌گردند.
مانند 800Flowers، 800Samsung، 800MyApple و...
در ایران چنین شماره‌هایی کشوری و سراسری است و معمولاً ۳ یا ۴ رقمی بوده و با عدد ۱ شروع می‌شوند.
هزینه خرید چنین شماره‌هایی معمولاً بالاست و فقط شرکت‌های بزرگ از عهده مخارج چنین شماره‌هایی برمی آیند.